# Acrisure Stadium
Das Acrisure Stadium (von 2001 bis 2022 Heinz Field) ist ein American-Football-Stadion in der US-amerikanischen Stadt Pittsburgh im Bundesstaat Pennsylvania. Es befindet sich im Stadtviertel North Shore und ist in erster Linie die Heimstätte der Pittsburgh Steelers in der National Football League (NFL) und dem NCAA-College-Football-Team der Pittsburgh Panthers von der University of Pittsburgh (Pitt) genutzt.

## Geschichte
Die Grundsteinlegung des neuen Stadions erfolgte im Juni 1999 direkt neben dem Three Rivers Stadium. Nach der kontrollierten Sprengung der alten Spielstätte am 11. Februar 2001 wurden dort Parkplatzflächen angelegt. Am 25. August 2001 konnte die neue Heimat der Steelers eröffnet werden. Es wurde nach der örtlich ansässigen H. J. Heinz Company benannt, welche 2001 der Namenssponsor wurde. Der Vertrag hatte eine Laufzeit von 20 Jahren und wurde 2021 um ein Jahr verlängert.
In Verbindung mit dem PNC Park, der Heimspielstätte des Baseball-Franchises Pittsburgh Pirates der Major League Baseball (MLB) und dem Mehrzweckzentrum David L. Lawrence Convention Center wurde Heinz Field für 281 Mio. US-Dollar (heute 430 Mio. US-Dollar) finanziert. Die Anlage mit seiner Lage am Ohio River, an der Nordseite der Stadt, wurde unter Berücksichtigung von Pittsburghs Vergangenheit als bedeutender Stahlproduzent entworfen, wodurch 12.000 Tonnen Stahl für den Bau zum Einsatz kamen. Das erste Football-Spiel fand im September 2001 statt. Das erste NFL-Spiel folgte am 7. Oktober mit dem Conference-Derby der Pittsburgh Steelers gegen die Cincinnati Bengals. Die natürliche Rasenoberfläche des Feldes wurde in der Vergangenheit stark kritisiert, diese Rufe verhallten allerdings nach Zustimmung von Trainern und Spielern.
Bisher waren alle 68.400 Sitzplätze bei jedem Heimspiel der Steelers ausverkauft, eine Strähne, welche sich bis ins Jahr 1972 zurückverfolgen lässt (ein Jahr bevor lokale Übertragungen von Heimspielen in der NFL erlaubt wurden). Im Eingangsbereich des Stadions befindet sich eine Sammlung historischer Erinnerungsstücke von Steelers und Panthers.
Nach dem Ende der Namenspatenschaft mit der H. J. Heinz Company wurde am 12. Juli 2022 bekanntgegeben, dass mit dem Versicherer Acrisure ein neuer Namenssponsor für die nächsten 15 Jahre gefunden wurde. Acrisure zahlt jährlich 10 Mio. US-Dollar.

## Trivia
Das NHL Winter Classic 2011 zwischen den Eishockey-Teams der Pittsburgh Penguins und der Washington Capitals fand am 1. Januar 2011 im Heinz Field statt.
Das Heinz Field diente als Drehort der Gotham Rogues in dem Film The Dark Knight Rises. Schätzungsweise 15.000 unbezahlte Statisten füllten das Stadion während der Dreharbeiten am 6. August 2011.

## Galerie

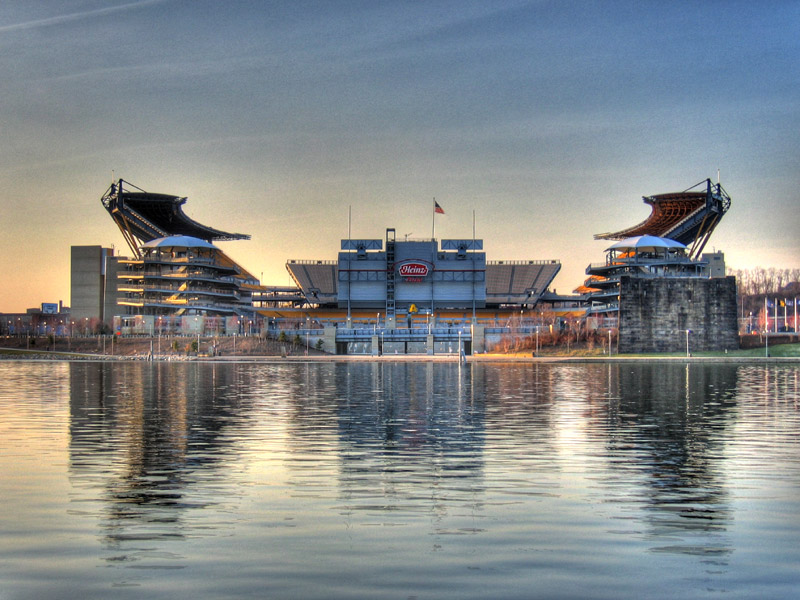
Heinz Field (2005)
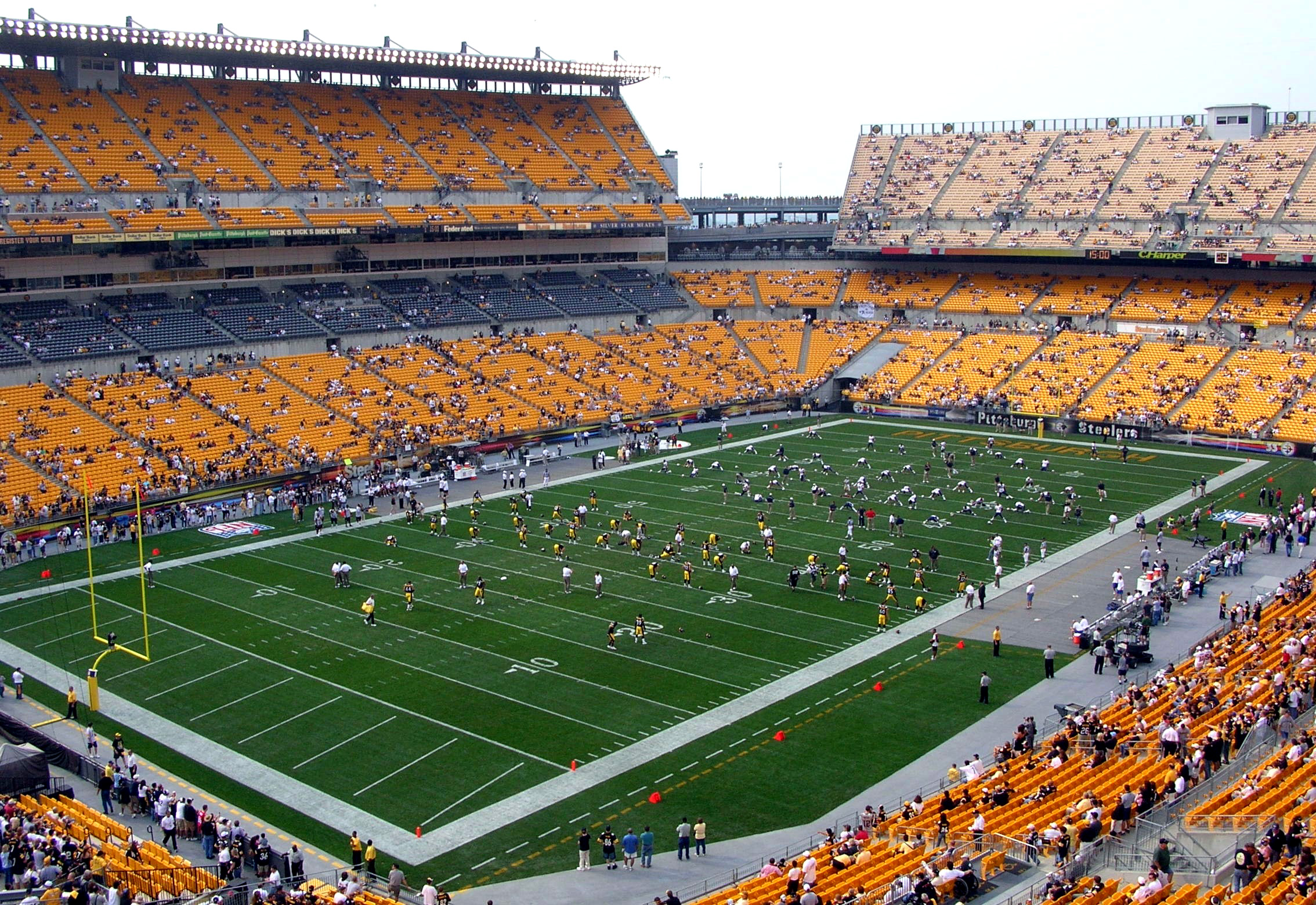
Das Heinz Field vor einem NFL-Spiel (2005)
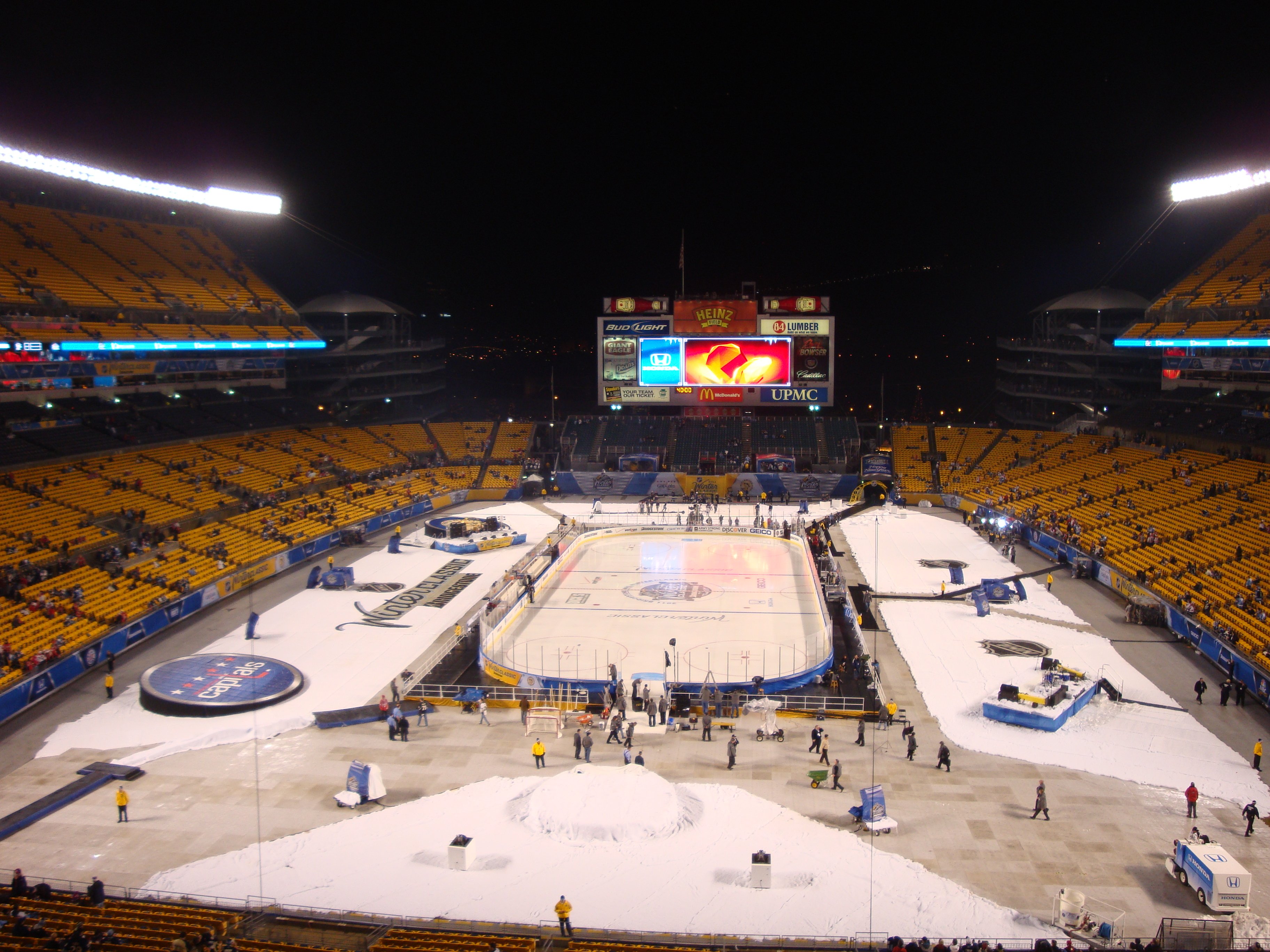
Das Heinz Field beim NHL Winter Classic am 1. Januar 2011